# David Marks
David Marks est, né le 22 août 1948 à Hawthorne en Californie, un guitariste et chanteur américain, et membre occasionnel des Beach Boys. Il était dans sa jeunesse un voisin des frères Wilson, fondateurs du groupe.
En 1962, âgé de 14 ans, il remplace au sein des Beach Boys le guitariste rythmique Al Jardine, alors parti pour poursuivre ses études de dentiste. Lors du retour de Jardine en 1963, lui et Marks cohabitèrent initialement, sans intention que l'un quitte le groupe pour laisser sa place à l'autre. Cependant, il finira par quitter le groupe plus tard dans la même année à la suite de disputes avec Murry Wilson, père des frères Wilson et à l'époque manager des Beach Boys.
Il participera de nouveau aux tournées des Beach Boys en 1997, afin d'assurer le rôle de Carl Wilson, dont le combat contre le cancer l'empêcha alors de jouer en concert. Par la suite, il fera officiellement partie du groupe lors de la réunion de 2013.

## Discographie

### Avec les Beach Boys
- Surfin' Safari (1962)
- Surfin' USA (1963)
- Surfer Girl (1963)
- Little Deuce Coupe (1963)
- That's Why God Made the Radio (2012)

### The Moon
- Without Earth (1968)
- The Moon (1969)